# Wings of Fury (band)
Wings of Fury is een Nederlandse metalband met invloeden uit de gothic/thrash/dark-metal.

## Biografie
In de lente van 1999 besloten gitarist Wilbert Beurskens en keyboardspeler Marc Wassen een band op te richten onder de naam The Faculty. In september dat jaar werd gitarist Tim Oehlen toegevoegd aan de band en een maand later werd zangeres Miriam Dammers met behulp van After Forever gevonden. De repetities konden beginnen, maar wel werd er verder gezocht naar een drummer en bassist. Pas in het begin van 2000 voegden drummer Pascal Wilbers en bassist Aryan Wever zich ook toe aan de band.
De muziekstijl rond die tijd was vergelijkbaar met de stijl van Nightwish gecombineerd met Iced Earth, maar instrumentaal gezien bevatte de stijl meer thrash/dark-metal elementen. Om meer bij de stijl van de muziek te passen werd besloten om de naam van de band te veranderen in Wings of Fury. In die line-up werd in september 2001 de eerste studiodemo genaamd Enigma of Life uitgebracht. In juni 2002 werd de eerste livedemo uitgebracht genaamd Godess of Delight.
In januari 2003 besloot Wilbert de band te verlaten vanwege persoonlijke omstandigheden. Een half jaar later in juli, na vele audities, werd er een nieuwe gitarist gevonden in Peter Derks en nam Tim Wilbert's vocale partijen over.
Doordat Peter niet genoeg tijd had om werk en bands te combineren besloot hij om te vertrekken in mei 2004. In augustus 2004 werd Erno Noorlander als nieuwe gitarist aangenomen. Zijn stijl en schrijftalent was een welkome toevoeging aan het geluid van Wings of Fury. Met deze line up werd er in september 2005 een nieuwe demo uitgebracht, genaamd Everlasting Emptiness.
In april 2006 scheidden de wegen van Wings of Fury en Pascal zich, waarna er in oktober een "nieuwe" Pascal gevonden werd. Dit keer genaamd Pascal Zelen.

## Discografie
Everlasting Emptiness (2005)
- The Storyteller
- Heaven’s Gate of Freedom
- (The Whispering Of) A Nameless Fear

Godess of Delight (2002)
- The Inexplicable Force
- Commandments
- Shattered Paradise
- Hogmanay Night
- The Last Words
- Goddess of Delight

Enigma of Life (2001)
- The Poem of Truth (intro)
- Hogmanay Night
- Shattered Paradise
- The Last Words
- Drowning Visions (outro, instrumental)